# جائوچینگ
جائوچینگ (به لاتین: Zhaoqing) یک شهر مرکزی در جمهوری خلق چین است که در گوانگ‌دونگ واقع شده‌است.

## خصوصیات
جائوچینگ ۱۴٬۸۹۱٫۲۳ کیلومترمربع مساحت و ۳٬۹۱۸٬۴۶۷ نفر جمعیت دارد و ۱۲ متر بالاتر از سطح دریا واقع شده‌است.